# The Mark, Tom, and Travis Show (The Enema Strikes Back!)
The Mark, Tom, and Travis Show (The Enema Strikes Back!) é um álbum ao vivo da banda estadunidense Blink-182, lançado em 7 de novembro 2000 pela gravadora MCA Records. A gravação ao vivo não é mais produzida e não pode ser encontrada em lojas de música, a não ser modelos usados, tornando o álbum um item de colecionador. A única canção que não é ao vivo chama-se "Man Overboard". Rumores dizem que a canção é sobre o antigo baterista do grupo, Scott Raynor. No concerto, a banda trocou a letra de várias canções e adicionou 29 faixas bônus, que consistem em piadas contadas durante o show.

## Faixas[2][8]
- Todas as canções são ao vivo, exceto "Man Overboard".
- A partir da faixa 21 as canções são bônus e consistem em piadas.

1. "Dumpweed" – 2:53
2. "Don't Leave Me" – 2:38
3. "Aliens Exist" – 3:43
4. "Family Reunion" – 0:51
5. "Going Away to College" – 3:40
6. "What's My Age Again?" – 3:18
7. "Rich Lips" – 3:35
8. "Blow Job" – 0:41
9. "Untitled" – 3:07
10. "Voyeur" – 3:28
11. "Pathetic" – 2:51
12. "Adam's Song" – 4:35
13. "Peggy Sue" – 3:47
14. "Wendy Clear" – 4:09
15. "Carousel" – 3:38
16. "All the Small Things" – 3:35
17. "Mutt" – 3:39
18. "The Country Song" – 1:00
19. "Dammit" – 3:05
20. "Man Overboard" – 2:46
21. "Start My Own Nudist Colony" – 0:22
22. "Fuck Everybody Else" – 0:38
23. "Say Some Dirty Words" – 0:34
24. "I Like Your Hair" – 0:09
25. "For All the Ladies…" – 0:21
26. "Golf Tournament" – 0:35
27. "A Note from Your Mom" – 0:16
28. "What I Learned in Fifth Grade" – 0:07
29. "Fuck You Tom" – 0:18
30. "Smells Like Blood and Feces" – 0:18
31. "Safe Sex" – 0:25
32. "The Most Special Kind of Love" – 0:27
33. "My Boner Just Died" – 0:11
34. "Someone Lost a Contact Lens" – 0:25
35. "I Gotta Go Pee-Pee" – 0:33
36. "Hurt Kid" – 0:17
37. "I Wish I Took Bass Lessons" – 0:19
38. "I Know a Guy" – 0:42
39. "Excuse Me, Security Guard" – 0:22
40. "Mark's Middle Name" – 0:10
41. "I Still Have to Go Pee" – 0:10
42. "You Shave Your Ass!" – 0:35
43. "We Need a New Guitarist" – 0:17
44. "If I Were a Girl" – 0:05
45. "Santa Will Rape Your Dogs" – 0:14
46. "I'm Ashamed to Be Myself" – 0:22
47. "Fuck Wiping!" – 0:18
48. "7-Up" – 0:06
49. "Last Words from Satan" – 0:56

## Formação
- Mark Hoppus – vocal e baixo
- Tom DeLonge – vocal e guitarra
- Travis Barker – bateria